# Viru Viru nemzetközi repülőtér
A Viru Viru nemzetközi repülőtér (IATA: VVI, ICAO: SLVR) Bolívia egyik nemzetközi repülőtere, amely Warnes közelében található. Éves utasforgalma 2 384 746 fő .

## Kifutópályák
A repülőtér futópályái:
- 16/34 (3500 m, 45 m, beton)

## Forgalom
Az utasforgalom az elmúlt években az alábbi módon változott:

## Légitársaságok és úticélok
2023-ban a Viru Viru nemzetközi repülőtérről az alábbi járatok indulnak:

### Személy
| Légitársaság           | Célállomások |
| ---------------------- | --- |
| Aerolíneas Argentinas  | Buenos Aires–Aeroparque |
| Air Europa             | Madrid |
| Avianca                | Bogotá |
| Boliviana de Aviación  | Asunción, Buenos Aires–Ezeiza, Caracas (2023 október 31-től), Cochabamba, Havana (2023 október 26-tól), La Paz, Lima, Madrid, Miami, Oruro, São Paulo–Guarulhos, Sucre, Tarija, Trinidad |
| Conviasa               | Caracas |
| Copa Airlines          | Panama City–Tocumen |
| EcoJet                 | Cobija, Guayaramerín, Riberalta, Sucre, Tarija, Trinidad |
| Gol Transportes Aéreos | São Paulo–Guarulhos |
| LATAM Chile            | Santiago de Chile |
| LATAM Perú             | Lima |
| Paranair               | Asunción |

### Cargo
| Légitársaság                        | Célállomások              |
| ----------------------------------- | ------------------------- |
| TAB - Transportes Aéreos Bolivianos | Cochabamba, La Paz, Miami |
| AerCaribe                           | Lima                      |